# Tamara Gałucha
Tamara Gałucha z d. Kaliszuk (ur. 20 marca 1990 w Elblągu) – polska siatkarka, grająca na pozycji atakującej i przyjmującej. Reprezentantka Polski juniorek, kadetek i młodziczek z którymi odnosiła wiele sukcesów.
W czerwcu 2014 roku zadebiutowała w kadrze Polski seniorek w spotkaniu przeciwko Grecji podczas meczu Ligi Europejskiej.

## Sukcesy klubowe
Mistrzostwa Polski Młodziczek:
- 2005

Mistrzostwa Polski Juniorek:
- 2008, 2009
- 2007

I liga:
- 2011
- 2010, 2013
- 2012

Liga Siatkówki Kobiet:
- 2020

## Sukcesy reprezentacyjne
Liga Europejska:
- 2014